# Tor de' Cenci
Tor de' Cenci è la ventottesima zona di Roma nell'Agro romano, indicata con Z. XXVIII.
Il toponimo indica anche una frazione di Roma Capitale.

## Geografia fisica

### Territorio
Si trova nell'area sud della città, a ridosso ed esternamente al Grande Raccordo Anulare, fra la via Cristoforo Colombo a ovest e la via Pontina a est.
La zona confina:
- a nord con la zona Z. XXVII Torrino[1]
- a est con la zona Z. XXV Vallerano[2]
- a sud con la zona Z. XXIX Castel Porziano[3]
- a nord-ovest con la zona Z. XXXI Mezzocammino[4]

## Monumenti e luoghi d'interesse

### Architetture civili
- Centro di addestramento del NOCS, su via del Risaro. Edifici del XXI secolo (2003). 41.779979°N 12.421358°E

Caserma Emanuele Petri, M.O.V.C.

### Architetture religiose
- Chiesa di San Giovanni Evangelista a Spinaceto, su via Raffaele Aversa. Chiesa del XX secolo (1979). 41.785946°N 12.443811°E

Parrocchia eretta il 1º ottobre 1969 con il decreto del cardinale vicario Angelo Dell'Acqua "Neminem fugit".
- Chiesa di Santa Maria della Consolazione a Tor de' Cenci, su via Aldo Della Rocca. Chiesa del XX secolo (1983).
- Chiesa di Gesù Divin Salvatore, su via Romolo Gigliozzi. Chiesa del XX secolo (1995).
- Chiesa della Stella Maris, su via Sergio De Vitis, in località Mostacciano B. Chiesa del XX secolo. 41.800508°N 12.44684°E

Luogo sussidiario di culto della parrocchia di Santa Maria del Carmelo.

### Siti archeologici
- Villa rustica romana, su via Alberto Cozzi e viale degli Eroi di Cefalonia. Villa del I secolo a.C. 41.779165°N 12.440172°E
- Torre Brunori o Morone, su viale dei Caduti per la Resistenza. Torre del XVI secolo.

### Aree naturali
- Parco di Mezzocammino o Parco Campagna di Spinaceto, da viale dei Caduti per la Resistenza. 41.791819°N 12.441166°E
- Parco Bambini di Sarajevo, da via Carlo Zaccagnini e viale dei Caduti per la Resistenza. 41.79291°N 12.449069°E
- Parco Fernando Pereira, da via Romolo Gigliozzi. 41.777945°N 12.432889°E
- Parco degli Eroi, da viale degli Eroi di Cefalonia e viale degli Eroi di Rodi. 41.778731°N 12.440925°E

## Geografia antropica

### Urbanistica
Nel territorio di Tor de' Cenci si estende la zona urbanistica 12G Spinaceto e, nell'area di Casal Brunori/Mostacciano, parte della zona urbanistica 12C Torrino.

### Suddivisioni storiche
Oltre alla omonima frazione, fanno parte del territorio della zona anche quelle di Mostacciano (settori B e C) e Spinaceto e le aree urbane di Casal Brunori e Tre Pini - Poggio dei Fiori.

## Sport

### Pallacanestro
- Roma Eur che, nel campionato 2019-2020, milita nel campionato maschile di Serie C Silver.[5]